# 前衛座
前衛座（ぜんえいざ）とはかつて存在した日本の劇団。
起源は、共同印刷争議応援のために編成された日本プロレタリア文芸連盟の演劇部の移動劇団「トランク劇場」。1926年12月、前衛座として発足。1927年に2度の分裂を起こし、前衛劇場に名称を変更、1928年にかつて分裂した「プロレタリア劇場」と再統一して、東京左翼劇場となり、その歴史の幕を閉じたが、この劇団から演劇に本格的に関わった者が多く、その後の新劇の中心的な指導者、映画・演劇・美術などの芸術家、技術者を輩出した。
本項では、前身のトランク劇場と後身の前衛劇場にも触れる。

## 歩み

### 日本プロレタリア文芸連盟所属「トランク劇場」
- 1925年12月、先駆座を核に、日本プロレタリア文芸連盟演劇部成立。
- 1926年2月　共同印刷争議の応援のために小道具をトランクに詰めて、佐々木孝丸らが武者小路実篤作「ある日の一休」を上演[1]。同年10月、久板栄二郎作「犠牲者」を、佐野碩、千田是也、佐々木孝丸、関鑑子、柳瀬正夢、小野宮吉らの出演で上演し、「トランク劇場」として正式に発足した。

### 日本プロレタリア芸術連盟所属「前衛座」結成
- 1926年11月、日本プロレタリア文芸連盟が「日本プロレタリア芸術連盟」（略称＝「プロ芸」）に改組されたのに伴い、同年12月には小石川駕籠町の佐野碩宅で佐野碩、村山知義、千田是也らが創立総会を開き、「前衛座」を結成[1]。12月6日から12月8日まで築地小劇場で第1回公演『解放されたドン・キホーテ』（アナトリー・ルナチャルスキー作、千田是也訳、佐野碩演出）を築地小劇場で上演[2]。

### 労農芸術家連盟所属「前衛座」
- 1927年6月11日、山川均の労農派の展開の影響を受けて、前衛座も分裂。同年6月19日、「プロ芸」も分裂し、そこから村山知義、千田是也、蔵原惟人らの労農芸術家連盟（略称＝「労芸」）が結成される。前衛座は労芸に属し、「プロ芸」に残留した佐野らは「プロレタリア劇場」と称する。

### 前衛芸術家同盟所属「前衛劇場」
- 1927年11月12日、さらに、労芸も分裂し、村山知義らの前衛芸術家同盟（前芸）が結成され、前衛座も前芸に属する。後に「前衛劇場」と改称。
- 1928年3月、日本プロレタリア芸術連盟と前衛芸術家同盟が合同し、全日本無産者芸術連盟（ナップ、後に全日本無産者芸術団体協議会に改組）結成[3]、「前衛劇場」も同年4月2日から4月4日の第3回公演、ゲアハルト・ハウプトマン作、村山知義演出『フロリアンガイエル』を最後に、プロレタリア劇場と合同した。前衛劇場・プロレタリア劇場合同第1回公演として、1928年4月21日から4月24日まで、築地小劇場で、「磔茂左衛門」（藤森成吉作、村山知義演出装置、小野宮吉演技監督、佐々木孝丸主演）「嵐」（鹿地亘作、佐野碩演出、林一郎装置）を上演[4]。東京左翼劇場に統一され、「前衛劇場」は発展的に解消された。

## 主な舞台
- 前衛座第2回公演『手』（前田河広一郎作、千田是也演出、柳瀬正夢装置）、『プリンスハーゲン』（アプトン・シンクレア作、村山知義演出・装置） - 1927年4月[5]
- 前衛座大阪京都公演『カイゼリンと歯医者』（村山知義作・演出、大阪舞台劇芸術協会、京都帝国大学劇研究会主催、労働農民党関西支部、群衆劇場後援、朝日会館、京都公会堂） - 1927年9月10日・9月12日[6]
- 前衛座第3回公演『ロビンフッド』（村山知義作・演出・装置） - 1927年11月 [7]
- 前衛劇場第2回公演『時は来たらん』（ロマン・ロラン作、村山知義演出装置）、『偽造株券』藤森成吉作、佐々木孝丸演出、金須孝装置） - 1928年1月 [8]
- 前衛劇場『スカートをはいたネロ』（花柳はるみ出演、村山知義作、佐々木孝丸・村山知義演出）、『偽造株券』（藤森成吉作、佐々木孝丸・村山知義演出） - 1928年3月 [9]
- 前衛劇場第3回公演『フロリアン・ガイエル』（村山知義作・演出・装置） - 1928年4月[10]